# Alyssum mughlaei
Alyssum mughlaei là một loài thực vật có hoa trong họ Cải. Loài này được Orcan mô tả khoa học đầu tiên năm 2006.